# Vilamòs
Vilamòs (em aranês e oficialmente; em catalão e castelhano: Vilamós) é um município da Espanha na comarca do Vale de Aran, província de Lérida, comunidade autónoma da Catalunha. Tem 15,4 km² de área e em 2021 tinha 164 habitantes (densidade: 10,6 hab./km²).

## Demografia
| Variação demográfica do município entre 1991 e 2004[carece de fontes?] | Variação demográfica do município entre 1991 e 2004[carece de fontes?] | Variação demográfica do município entre 1991 e 2004[carece de fontes?] | Variação demográfica do município entre 1991 e 2004[carece de fontes?] |
| ---------------------------------------------------------------------- | ---------------------------------------------------------------------- | ---------------------------------------------------------------------- | ---------------------------------------------------------------------- |
| 1991                                                                   | 1996                                                                   | 2001                                                                   | 2004                                                                   |
| 110                                                                    | 148                                                                    | 139                                                                    | 166                                                                    |